# آرتور الباکیان
آرتور الباکیان (ارمنی: Արթուր Էլբակյան؛ زادهٔ ۱۰ فوریهٔ ۱۹۶۱) یک بازیگر و کارگردان فیلم و تلویزیون، تهیه‌کننده تلویزیونی و مجری تلویزیون اهل ارمنستان است.

## زندگی‌نامه
وی در بین سال‌های ۱۹۸۱ تا ۱۹۹۱ در دپارتمان کارگردانی انستیتو هنرهای زیبا و تئاتر ایروان تحصیل کرده است.